# Hymne du MLF
Pour le film, voir Debout les femmes !.
L'Hymne du MLF, parfois appelé Hymne des femmes, Femmes debout ou encore Debout les femmes, est une chanson créée collectivement en mars 1971 par des militantes féministes à Paris. Elle est devenue un emblème du Mouvement de libération des femmes (MLF) et plus généralement des luttes féministes francophones. Les paroles sont interprétées sur l'air du Chant des marais, chant allemand des détenus politiques du camp de concentration de Börgermoor.
Son refrain « Levons-nous femmes esclaves / Et brisons nos entraves / Debout, debout, debout ! » est parfois repris comme slogan au cours de manifestations.

## Genèse
Lors d'une des réunions informelles du MLF — en l'occurrence celle de la préparation du rassemblement du 28 mars 1971 au Square d'Issy-les-Moulineaux en mémoire et à l'honneur des femmes de la Commune de Paris —, la dizaine de personnes présentes co-écrivent ce texte. Entre autres, Monique Wittig, Hélène Rouch, Cathy Bernheim, Catherine Deudon, M.-J. Sinat, Gille Wittig, Antoinette Fouque, Josiane Chanel et Josée Contreras auraient été présentes à cette réunion.
C'est Josée Contreras qui aurait suggéré d'adopter pour cette chanson l'air du Chant des marais (composé en août 1933 au camp de concentration de Börgermoor par Rudi Goguel, membre du Parti communiste d'Allemagne) . Elle ajoute, dans l'entretien réalisé par Martine Storti pour le Hall de la chanson : « Je ne crois pas qu’à ce moment-là aucune de nous ait su que nous étions en train de détourner un chant (Le Chant des marais) qui portait une tragique charge d’histoire : composé en 1933 par des déportés politiques antinazis et juifs dans un camp d’internement allemand, ce chant avait été ensuite largement diffusé par les Brigades internationales pendant la guerre d’Espagne, avant de se répandre dans tout l’univers concentrationnaire européen. Car, si opprimées que nous estimions être, il ne nous serait pas venu à l’esprit de nous identifier aux résistants antinazis et juifs, aux défenseurs de la république espagnole ou aux millions de victimes des totalitarismes. »
Au départ, la chanson n'avait pas vocation à devenir l'hymne d'un mouvement mais seulement d'être entonnée lors du rassemblement du 28 mars 1971.
À ce propos, Josée Contreras précise : « J'ignore quand la chanson Nous qui sommes sans passé, les femmes... a été promue au rang d'Hymne du MLF, mais une telle perspective aurait suscité stupéfaction et hilarité chez les quelques femmes du Mouvement qui l'ont improvisée un soir de mars 1971. »

## Notoriété
Mais, immédiatement repris au cours de diverses manifestations féministes, l'Hymne du MLF voit ses paroles et sa partition (celle du Chant des Marais) publiés dans un numéro du Torchon brûle de février 1972.
Depuis, cet hymne est traditionnellement chanté dans les manifestations du 8 mars, journée internationale du droit des femmes, dans les pays francophones,, mais aussi dans les mouvements féministes spontanés ou organisés,,, notamment syndicaux.
L'association Encore Féministes chante cet hymne chaque année le 6 décembre, Place du Québec à Paris, pour la Journée nationale de commémoration et d'action contre la violence faite aux femmes qui a été instaurée en référence à la tuerie de l'École polytechnique de Montréal de 1989.
Il est repris en 2015 par Cécile de France pour le film La Belle Saison de Catherine Corsini,, qui relate les débuts du MLF et la relation amoureuse de deux personnages féminins qui sont inspirés par deux figures emblématiques du MLF, Delphine Seyrig et Carole Roussopoulos.
À la veille de la grande marche du 24 novembre 2018 à l'appel du Collectif #NousToutes, contre les violences faites aux femmes, l'hymne est repris sous l'intitulé Debout les femmes par 39 artistes féminines menées par le duo Brigitte ; parmi les interprètes, figurent Olivia Ruiz, La Grande Sophie, Jennifer Ayache, Élodie Frégé, Agnès Jaoui ou encore Barbara Carlotti.
L'hymne connaît un nouveau moment de popularité à l'occasion de la Coupe du Monde féminine de football 2019 en France, le 11 juin 2019 au Roazhon Park à Rennes, pour l'ouverture du match Chili-Suède. À l'initiative de la ville, un groupe de 600 personnes a entonné l'Hymne des Femmes, suivi du gospel Ain’t gonna let nobody turn me around sous la conduite de la compagnie rennaise Dicilà,.
En 2021, le documentaire Debout les femmes !, coréalisé par Gilles Perret et François Ruffin, reprend l'hymne du MLF dans son titre et la chanson est interprétée collectivement dans la dernière scène par les femmes que les réalisateurs ont suivies,.
La chanson est aussi utilisée au générique de fin du film Annie colère, sorti en 2022.
En 2023 la députée française Sandrine Rousseau entonne l’hymne lors d’une séance publique à l’Assemblée nationale.

## Critique
L'hymne est critiqué par des militantes afroféministes pour deux passages en particulier : 
- La phrase « Levons-nous femmes esclaves et brisons nos entraves » est contestée au motif que l'esclavage – si on le circonscrit à la traite atlantique et à la traite arabe, tous deux motifs de racisation – n'aurait concerné que les femmes noires, et racisés, et qu'une telle phrase ne devrait donc pas être chantée par des femmes blanches[21] ;

- La phrase « Depuis la nuit des temps, les femmes, Nous sommes le continent noir » reprend le terme emprunté par Sigmund Freud à H.M. Stanley (Through the Dark Continent) pour désigner la sexualité féminine. Par « Continent noir », Stanley, aventurier colonialiste, désignait l'Afrique subsaharienne comme une terra incognita. Cette assimilation de la sexualité féminine à une terra incognita témoigne de l'influence du courant psychanalytique dans la création du MLF autour d'Antoinette Fouque[21],[22],[23].

Est également critiqué le choix de l’air initial provenant d’un chant de déportés durant la Seconde Guerre mondiale.